# Nậm Mười
Nậm Mười là một xã thuộc huyện Văn Chấn, tỉnh Yên Bái, Việt Nam.
Xã Nậm Mười bcó diện tích 26,83 km², dân số năm 2019 là 2.403 người, mật độ dân số đạt 90 người/km².